# نیکولا یوکیچ

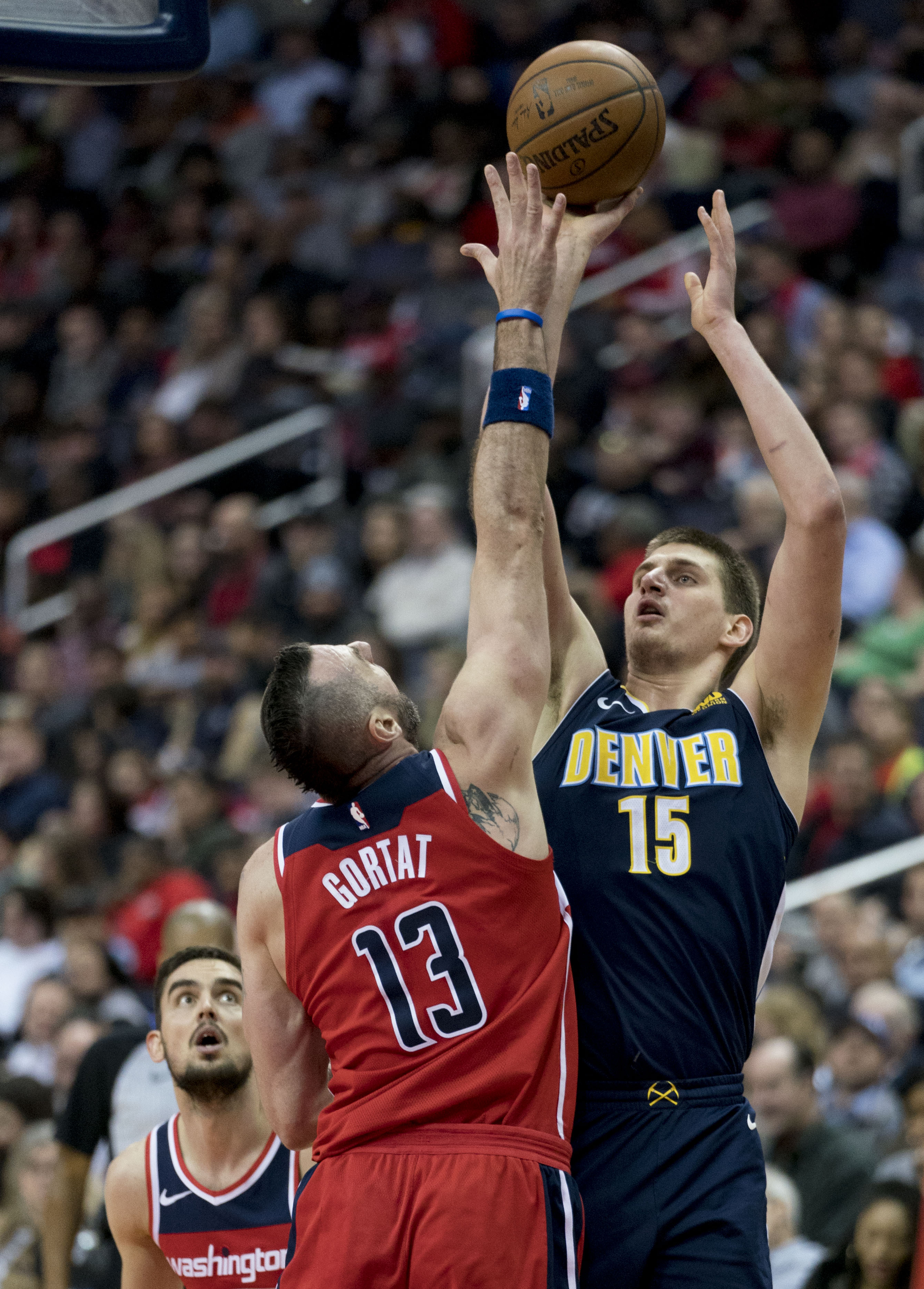
یوکیچ در سال ۲۰۱۸

نیکولا یوکیچ (سیریلیک صربی: Никола Јокић؛ زادهٔ ۱۹ فوریهٔ ۱۹۹۵) یک بازیکن بسکتبال اهل صربستان است. که برای دنور ناگتس در لیگ NBA به میدان می‌رود. او با این تیم در سال ۲۰۲۳ قهرمان لیگ NBA شده‌است. او در بازی‌های ال استار نیز حضور داشته‌است. او یکی از بهترین بازیکنان حال حاضر NBA است.
وی در مسابقات بین‌المللی در مجموع برندهٔ ۲ مدال نقره شده‌است.